# أمير أحمد (لاعب كرة قدم)
أمير أحمد (مواليد 6 يناير 2001) هو لاعب كرة قدم عراقي يشغل مركز الوسط في صفوف نادي الميناء ضمن دوري نجوم العراق.

## مسيرته الكروية
بدأ أمير مسيرته الكروية مع نادي الشرطة، ثم انتقل إلى نادي الحدود وساهم في فوز الفريق بالدوري العراقي الممتاز لموسم 2021-2022، مما أدى إلى ترقيته إلى دوري نجوم العراق. وفي أغسطس 2023، أنهى عقده مع ناديه السابق وانتقل إلى نادي النفط، حيث وقع عقدًا لموسم واحد. وأصبح لاعبًا أساسيًا في تشكيلة الفريق.
انتقل أمير إلى الميناء ووقّع عقدًا لمدة موسمين مع النادي في أغسطس 2024.

## مسيرته الدولية
استُدعي أمير لتمثيل العراق لأول مرة في عام 2023، حيث اختاره المدرب راضي شنيشل ضمن قائمة من 25 لاعبًا للمشاركة في بطولة كأس الدوحة تحت 23 سنة. وكان ضمن تشكيلة بطولة اتحاد غرب آسيا تحت 23 سنة 2023، والتي حقق فيها العراق أول فوز له في تاريخه. بالإضافة إلى ذلك، تم اختياره للمشاركة في تصفيات بطولة آسيا تحت 23 سنة لكرة القدم 2024.

## أوسمة
الحدود
- الدوري العراقي الدرجة الأولى 2021–22

منتخب العراق تحت 23 سنة
- بطولة اتحاد غرب آسيا تحت 23 سنة 2023

## وصلات خارجية
- أمير أحمد على موقع فلاش سكور
- أمير أحمد على موقع يوروسبورت